# Boy (Bottrop)
Boy ist der östlichste von 17 Stadtteilen der kreisfreien Stadt Bottrop. Der Name Boy ist an die den Stadtteil durchfließende Boye angelehnt.

## Einwohner
Etwa 9000 Menschen wohnen auf einer Fläche von viereinhalb Quadratkilometern.

## Lage
Innerhalb Bottrops grenzt Boy an die Stadtteile Batenbrock, Eigen und Welheim. Die Boye grenzt den Stadtteil im Norden und Osten nach Gladbeck ab.

## Geschichte
Die Boyer Einwohner hatten ursprünglich keine eigene Kirche, sondern nutzten lange Zeit die Kapelle der Kommende Welheim. Mit der Industrialisierung und dem Bevölkerungswachstum wurde 1830 in Boy die erste Schule für rund 100 Schüler gebaut – als zweite Schule überhaupt in Bottrop. Von 1896 bis 1898 folgte der Bau einer eigenen katholischen Kirche, der Kirche St. Johannes Baptist, nach Plänen von August Rincklake und ausgeführt von dessen Bruder Wilhelm Rincklake. Das im Stil einer neugotischen Hallenkirche errichtete Gebäude wurde jedoch durch Bergschäden und Luftangriffe schwer beschädigt. Der Renovierung nach dem Zweiten Weltkrieg folgte 1969 die Schließung durch die Behörden wegen Einsturzgefahr und führten schließlich 1973 zur Errichtung eines modernen Neubaus.
1936 baute die Hugo Stinnes GmbH auf dem Gelände der stillgelegten Zeche Vereinigte Welheim zwischen Boy und Welheim ein Hydrierwerk zur Erzeugung von synthetischen Kraftstoffen. 1937 ging es als Ruhröl-Werk in Betrieb. Im Zweiten Weltkrieg war das Ruhröl-Werk das Hauptziel der amerikanischen und britischen Bombenangriffe auf Bottrop. Von den etwa 30.000 Bomben, die die US Air Force und die Royal Air Force abwarfen, trafen etwa 3.000 das Ziel (das Werk) und etwa 27.000 die umliegenden Siedlungen in Boy und Welheim. Ab 1952 lieferte das Ruhröl-Werk Benzin, Dieselöl und Heizöl. 1979 übernahm die Hüls AG das Ruhröl-Werk.

## Infrastruktur

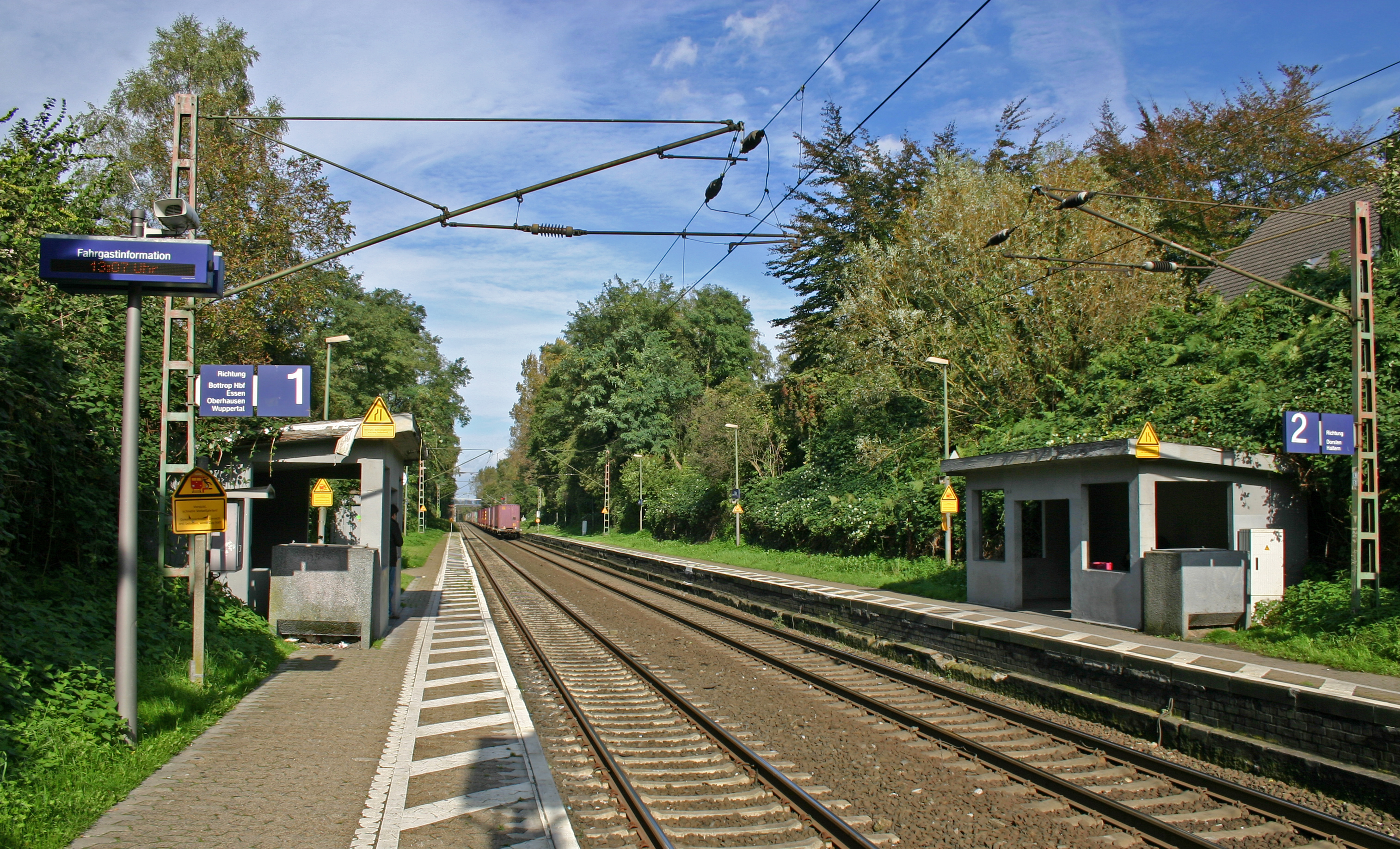
Haltepunkt Bottrop-Boy

Der Stadtteil verfügt über einen eigenen Marktplatz.
Im Schienenpersonennahverkehr (SPNV) wird im Stadtteil der 1925 eröffnete Haltepunkt Bottrop-Boy bedient. Dieser liegt an der Bahnstrecke Oberhausen-Osterfeld–Hamm und wird von der S 9 angefahren mit Direktverbindungen nach Essen, Velbert, Wuppertal und Hagen und in der Gegenrichtung nach Gladbeck, GE-Buer, Marl, Haltern am See und Recklinghausen. Durchgeführt wird der SPNV von DB Regio NRW.
| Linie | Verlauf | Takt                                                                       |
| ----- | --- | -------------------------------------------------------------------------- |
| S 9   | Linienweg 1: Haltern am See – Marl-Hamm – Marl Mitte – GE-Hassel – GE-Buer Nord – Linienweg 2: Recklinghausen Hbf – Herten (Westf) – Hauptlinienweg: Gladbeck West – Bottrop-Boy – Bottrop Hbf – E-Dellwig Ost – E-Gerschede – E-Borbeck – E-Borbeck Süd – Essen West – Essen Hbf – E-Steele – E-Überruhr – E-Holthausen – E-Kupferdreh – Velbert-Nierenhof – Velbert-Langenberg – Velbert-Neviges – Velbert-Rosenhügel – Wülfrath-Aprath – W-Vohwinkel – W-Sonnborn – W-Zoologischer Garten – W-Steinbeck – Wuppertal Hbf – W-Unterbarmen – W-Barmen – W-Oberbarmen – W-Langerfeld – Schwelm West – Schwelm – Gevelsberg West – Gevelsberg-Kipp – Gevelsberg Hbf – Gevelsberg-Knapp – HA-Westerbauer – HA-Heubing – HA-Wehringhausen – Hagen Hbf Stand: Fahrplanwechsel Dezember 2023 | 60 min (je Linienast) 30 min (Gladbeck–Wuppertal) 60 min (Wuppertal–Hagen) |

Den Straßenpersonennahverkehr führen in Boy Busse der Vestischen Straßenbahnen GmbH und der DB Rheinlandbus aus.
| Linie | Verlauf | Takt (Mo–Fr) | Betreiber       |
| ----- | --- | ------------ | --------------- |
| 189   | Essen-Karnap Boyer Straße – Bottrop-Welheim – Bottrop-Boyer Markt – Gladbeck Oberhof stündlich Weiterfahrt ab Gladbeck Oberhof als Linie 188 nach Bottrop-Feldhausen und Dorsten ZOB.                  | 30 min       | DB Rheinlandbus |
| 260   | Bottrop ZOB Berliner Platz – Batenbrock – Bottrop-Boy Bf – Boyer Markt – Gelsenkirchen-Horst, Buerer Straße                                                                                            | 20 min       | Vestische       |
| 265   | Bottrop ZOB Berliner Platz – Batenbrock – Bottrop-Boy Bf – Bottrop-Boyer Markt – Gewerbegebiet Bottrop-Boy                                                                                             | 20 min       | Vestische       |
| 266   | Bottrop ZOB Berliner Platz – Tetraeder – Bottrop-Boy Bf – Boyer Markt – Bottrop-Boy, Wilhelm-Tenhagen-Straße                                                                                           | 30 min       | Vestische       |
| NE19  | Bottrop ZOB Berliner Platz – Batenbrock – Bottrop-Boy Bf – Boyer Markt – Gelsenkirchen-Horst, Buerer Str. NachtExpress: In den Nächten von Freitag auf Samstag, Samstag auf Sonntag und vor Feiertagen | 60 min       | Vestische       |

## Institutionen und Vereine

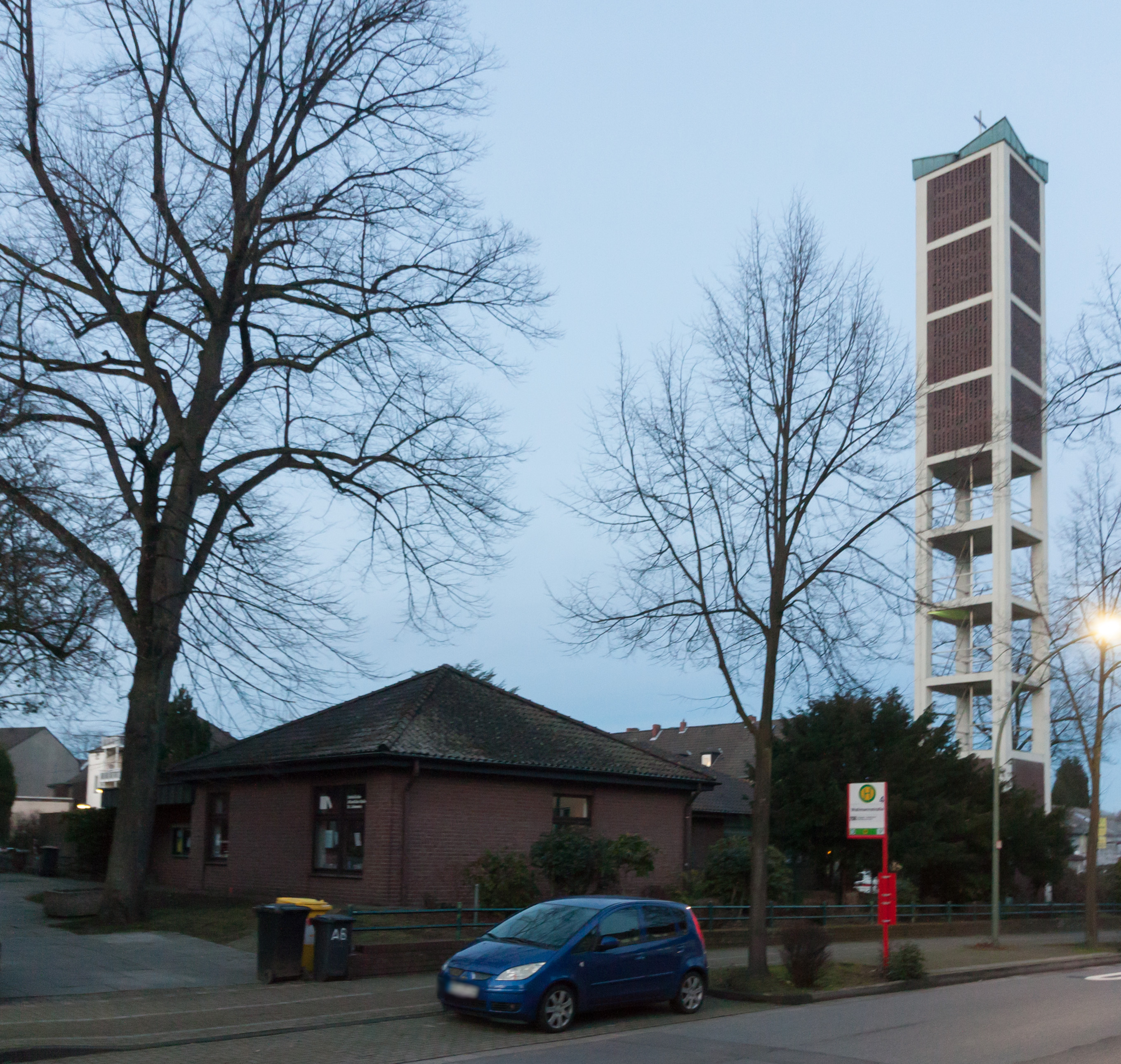
Neubau der Kirche St. Johannes von 1973

In Boy gibt es die katholische Kirche St. Johannes – seit 2007 eine Filialkirche der Pfarrei St. Joseph sowie die evangelische Paul-Gerhardt-Kirche.
Hier ist außerdem die dreizügige Grundschule Fürstenbergschule (Jahrgangsstufe 1 – 4) zu finden.
Die Freiwillige Feuerwehr Boy wurde 1904 gegründet. Der evangelische Posaunen-Chor Bottrop-Boy besteht seit 1915. Weitere Vereine sind der Bürgerschützenverein Bottrop Boy (BSV) und die Kolpingfamilie, der Christliche Verein junger Menschen (CVJM) und eine Karnevalsgesellschaft.

## Belege
1. 1 2  Boy. Stadt Bottrop, abgerufen am 4. Januar 2022.
2. ↑  Gemeinde St. Johannes Bottrop-Boy. Abgerufen am 4. Januar 2022.
3. ↑  Wilfried Krix: Kohle, Öl und Chemie. Das ehemalige „Hülsgelände“ in Bottrop-Boy im Wandel der Zeit (= Geschichtsstunde, Bd. 2). Stadtarchiv Bottrop, Bottrop 2003.
4. ↑  Vor 75 Jahren: Das Ruhröl-Werk in der Boy wird gegründet. (Memento des Originals vom 19. November 2019 im Internet Archive)  Info: Der Archivlink wurde automatisch eingesetzt und noch nicht geprüft. Bitte prüfe Original- und Archivlink gemäß Anleitung und entferne dann diesen Hinweis. Abgerufen am 22. November 2019.
5. ↑  Zwei Millionen t Raffineriekapazität im Kohlenbecken. In: Die Zeit vom 10. April 1952.
6. ↑  Oliver Neuhoff: Strukturwandel in Bottrop: Welheim, Tetraeder, Hüls. In: Mitteilungen der Geographischen Gesellschaft für das Ruhrgebiet (MGGR), Jg. 2003, Heft 26, S. 23–38, hier S. 33.
7. ↑  Fahrplanauskunft der Deutschen Bahn
8. ↑  Kirchen und Gottesdienste. St. Joseph Bottrop, abgerufen am 4. Januar 2022.
9. ↑  Gottesdienste Bottrop - Evangelischer Kirchenkreis Gladbeck Bottrop Dorsten. Abgerufen am 4. Januar 2022.
10. ↑  Christian Gensheimer: „Gott loben“ seit 100 Jahren: Posaunenchor Bottrop-Boy blickt auf lange Historie zurück. In: Lokalkompass.de. 6. Mai 2015, abgerufen am 4. Januar 2022.